# Jock of the Bushveld
Jock of the Bushveld est un roman autobiographique écrit par l'auteur sud-africain Sir James Percy FitzPatrick. Le livre raconte les voyages et aventures de l'auteur et de son chien, un Staffordshire Bull Terrier, durant les années 1880, alors qu'uitlander (immigrant), il travaillait comme  magasinier, assistant prospecteur, journaliste et conducteur de chariot à travers le bushveld du Transvaal (à l'est de l'actuelle province du Mpumalanga en Afrique du Sud et au sud de l'actuel Parc national Kruger).

## La vie de J. FitzPatrick à l'origine du livre

### Les débuts
À l'époque où J. FitzPatrick était depuis peu conducteur de chariot, un de ses amis eut une portée de chiots à distribuer. La chienne était un bull terrier de voyage, expérimentée bien que peu sympathique, mais bénéficiant du pedigree de Staffordshire Bull Terrier. Cinq des six chiots étaient typiques de la race. Ils étaient forts, en bonne santé, avec un beau pelage. Mais l'un d'eux était malingre et victime des attaques du reste de la portée. J. FitzPatrick décida de le sauver alors qu'on avait envisagé de le noyer parce qu'il était le plus faible de la fratrie et qu'il l'aurait affaiblie s'il y avait été laissé. Après une nuit de réflexion, J. FitzPatrick choisit de le garder pour lui et le nomma Jock. Le chiot accepta son nouveau maître dès le premier jour, il se montra toujours courageux et reconnaissant envers son maître.

### Aventures

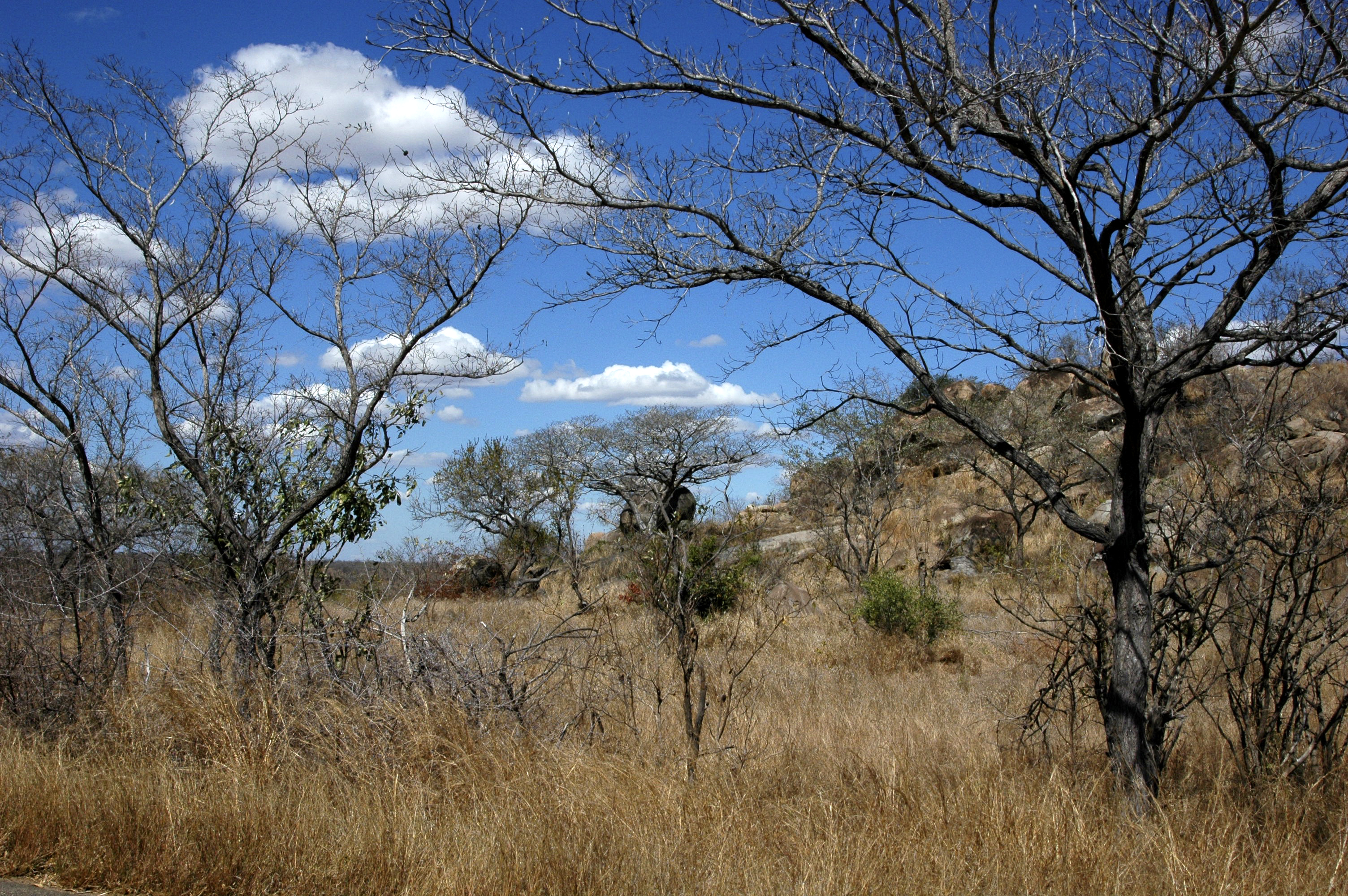
Paysage de Bushveld dans le Parc national Kruger.

Ce fut le début de nombreuses grandes aventures. Le chiot devint un grand chien courageux. Il fut apprécié et respecté, et développa un bon caractère. Il vécut aux côtés de J. FitzPatrick avec une loyauté sans faille et il inspira de très nombreuses histoires racontées à ses trois enfants. Cependant, ce ne fut que lorsque J. FitzPatrick réussit à s'installer, à fonder une famille et à devenir un citoyen respecté qu'il commença à coucher sur le papier les aventures de Jock afin d'en faire des livres pour la jeunesse.
J. FitzPatrick confia Jock à un ami jusqu'à ce qu'il dispose d'un endroit plus adapté en ville, car du fait d'une certaine surdité, la ville était devenue dangereuse pour lui à cause des voitures et des piétons. Cet ami, Ted, confia lui-même le chien à un gérant de magasin, Tom Barnett, qui devait faire face à des voleurs et à des chiens qui s'en prenaient à son kraal.

### La mort de Jock
Jock perdit l'ouïe lorsqu'un koudou lui donna un coup de sabot. C'est l'une des raisons principales dont on suppose qu'elles le conduisirent à sa perte, car il ne pouvait plus entendre Tom Barnett lorsqu'il l'appelait : Tom finit par lui tirer dessus par erreur, pensant avoir affaire à un chien qui avait pris l'habitude de venir dévaster son poulailler (alors que Jock avait lui-même précédemment tué cet intrus). Voir Guinefort et le thème de conte du chien fidèle, thème qui existe encore en tant que légende urbaine. Le conte est classé Aarne-Thompson type 178A.

## Le livre
Jock of the Bushveld fut publié pour la première fois en 1907. Ce fut rapidement un grand succès et le livre devint un classique localement. Il a depuis été réimprimé de nombreuses fois et a fait l'objet de plusieurs adaptations au cinéma. Jock a également été honoré par une statue devant la mairie de Barberton au Mpumalanga.
J. Fitzpatrick écrivit l'histoire à l'attention de ses quatre enfants. Rudyard Kipling, un bon ami de Fitzpatrick, qui participait à ces lectures, persuada Fitzpatrick de rassembler ces histoire dans un livre. Les illustrations du livre furent réalisées par Edmund Caldwell, l'un des frères de Mary Tourtel, le créateur de Rupert Bear. Le livre fut publié pour la première fois en 1907 et fut extrêmement bien reçu. Il fut notamment réimprimé quatre fois la première année. Il est depuis devenu un classique de la littérature sud-africaine et de la littérature de jeunesse anglo-saxonne. Plus d'une centaine d'éditions ont été recensées et le livre a été traduit dans plusieurs langues, notamment en afrikaans, français, néerlandais, allemand, xhosa et zoulou.
Une version « modernisée » sud-africaine est par ailleurs éditée chez AD Donker Publishers, largement expurgée, selon son éditrice Linda Rosenberg, de « références raciales préjudiciables », tandis que « le charme ésotérique et le ton d'innocence philosophique ont été scrupuleusement laissés intacts ».

## Adaptations au cinéma
Le livre fut adapté en film en 1986, avec une bande originale composée par Johnny Clegg. Le film ne connut pas un franc succès auprès du public américain, en particulier à cause de sa fin triste. Un autre film fut réalisé en 1995, avec une fin plus heureuse.
Une adaptation du livre en un film d'animation en images de synthèse, Jock of the Bushveld, réalisée par le réalisateur sud-africain Duncan MacNeillie, sortit en 2011.

### Source
- (en) Cet article est partiellement ou en totalité issu de l’article de Wikipédia en anglais intitulé « Jock of the Bushveld » (voir la liste des auteurs).